# Kanton Thiaucourt-Regniéville
Der Kanton Thiaucourt-Regniéville war bis 2015 ein französischer Kanton im Arrondissement Toul, im Département Meurthe-et-Moselle und in der Region Lothringen; sein Hauptort war Thiaucourt-Regniéville. Letzter Vertreter im Generalrat des Départements war von 2004 bis 2015 Olivier Jacquin.
Der Kanton Thiaucourt-Regniéville war 188,51 km² groß und hatte 4.337 Einwohner (Stand 1999), was einer Bevölkerungsdichte von 23 Einwohnern pro km² entsprach. Er lag im Mittel auf 220 Meter über dem Meeresspiegel, zwischen 171 m in Arnaville und 366 m in Bayonville-sur-Mad.

Kantone im Département Meurthe-et-Moselle
Lage des Kantons Thiaucourt-Regniéville im Arrondissement Toul

## Gemeinden
Der Kanton bestand aus 20 Gemeinden:
| Gemeinde               | Einwohner Jahr | Fläche km² | Bevölkerungsdichte | Code INSEE | Postleitzahl |
| ---------------------- | -------------- | ---------- | ------------------ | ---------- | ------------ |
| Arnaville              | 607 (2013)     | 5,22       | 116 Einw./km²      | 54022      | 54470        |
| Bayonville-sur-Mad     | 318 (2013)     | 9,39       | 34 Einw./km²       | 54055      | 54470        |
| Bouillonville          | 134 (2013)     | 5,32       | 25 Einw./km²       | 54087      | 54470        |
| Charey                 | 78 (2013)      | 9,31       | 8 Einw./km²        | 54119      | 54470        |
| Dommartin-la-Chaussée  | 37 (2013)      | 2,71       | 14 Einw./km²       | 54166      | 54470        |
| Essey-et-Maizerais     | 395 (2013)     | 13,02      | 30 Einw./km²       | 54182      | 54470        |
| Euvezin                | 89 (2013)      | 11,28      | 8 Einw./km²        | 54187      | 54470        |
| Flirey                 | 161 (2013)     | 15,77      | 10 Einw./km²       | 54200      | 54470        |
| Jaulny                 | 227 (2013)     | 8,25       | 28 Einw./km²       | 54275      | 54470        |
| Limey-Remenauville     | 249 (2013)     | 18,33      | 14 Einw./km²       | 54316      | 54470        |
| Lironville             | 125 (2013)     | 8,99       | 14 Einw./km²       | 54317      | 54470        |
| Pannes                 | 168 (2013)     | 8,37       | 20 Einw./km²       | 54416      | 54470        |
| Rembercourt-sur-Mad    | 169 (2013)     | 5,04       | 34 Einw./km²       | 54453      | 54470        |
| Saint-Baussant         | 74 (2013)      | 8,92       | 8 Einw./km²        | 54470      | 54470        |
| Seicheprey             | 116 (2013)     | 8,35       | 14 Einw./km²       | 54499      | 54470        |
| Thiaucourt-Regniéville | 1.260 (2013)   | 19,01      | 66 Einw./km²       | 54518      | 54470        |
| Vandelainville         | 138 (2013)     | 1,36       | 101 Einw./km²      | 54544      | 54890        |
| Viéville-en-Haye       | 156 (2013)     | 8,54       | 18 Einw./km²       | 54564      | 54470        |
| Vilcey-sur-Trey        | 151 (2013)     | 13,17      | 11 Einw./km²       | 54566      | 54470        |
| Xammes                 | 136 (2013)     | 8,16       | 17 Einw./km²       | 54594      | 54470        |

## Bevölkerungsentwicklung
| 1962  | 1968  | 1975  | 1982  | 1990  | 1999  | 2006  | 2012  |
| ----- | ----- | ----- | ----- | ----- | ----- | ----- | ----- |
| 4.307 | 4.562 | 4.211 | 4.135 | 4.057 | 4.337 | 4.694 | 4.816 |